# Blackcar (álbum)
Blackcar é o álbum de estreia da banda inglesa BlackCar, lançado em 2004.
O disco foi produzido pelo inglês Paul Stacey, que anteriormente trabalhou com Oasis e The Black Crowes. O primeiro single "Asleep at the Wheel" foi lançado em junho de 2003. 
A faixa "Come On Home" foi regravada em 2005 pela cantora australiana Natalie Imbruglia, em seu terceiro álbum de estúdio Counting Down the Days.

## Faixas
1. Asleep at the Wheel
2. Come on Home
3. 100% Proof
4. You'll Be the End
5. Count them On One Hand
6. St John
7. Shadows
8. She Makes Me Smile
9. Promises
10. Roadtrip